# Дмитрий Донской (линейный корабль, 1809)
«Дмитрий Донской» — парусный 74-пушечный линейный корабль Черноморского флота Российской империи.

## Описание корабля
Один из одиннадцати парусных линейных кораблей типа «Анапа», строившихся в Николаеве и Херсоне с 1806 по 1818 год. Длина корабля составляла 54,9 метра, ширина по сведениям из различных источников от 14,5 до 14,7 метра, а осадка от 6,6 до 6,8 метра. Артиллерийское вооружение корабля состояло из 74 орудий.

## История службы
Корабль «Дмитрий Донской» был заложен в Херсоне и после спуска на воду вошел в состав Черноморского флота. В 1810 году перешёл из Херсона в Севастополь.
Принимал участие в русско-турецкой войне. 30 июня в составе эскадры контр-адмирала А. А. Сарычева с десантом на борту вышел из Севастополя к Трапезунду. 11 октября корабли эскадры подошли к крепости, бомбардировали береговые батареи и высадили десант. Но 17 октября ввиду численного превосходства противника десант пришлось снять с берега, корабли эскадры ушли от Трапезунда и 30 октября вернулись в Севастополь.
С 27 июня по 15 августа 1811 года в составе эскадры вице-адмирала P. P. Галла «Дмитрий Донской» выходил в крейсерство в район Варна к мысу Калиакра.  
В 1812 году находился на Севастопольском рейде для обучения экипажа. В составе эскадр находился в практических плаваниях в Чёрном море в 1813, 1814 и 1818 годах.
17 мая 1818 года корабли эскадры, находившиеся на Севастопольском рейде, посетил император Александр I.

## Командиры корабля
Командирами линейного корабля «Дмитрий Донской» в разное время служили:
- П. А. Адамопуло (1810 год);
- В. М. Михайлов (1811—1818 годы).